# Matjok
Matjok is een Surinaams gezelschapsspel. Het is de nationale variant van het Chinese mahjong. 
Het spel is in Suriname geïntroduceerd door de Chinese gemeenschap in Suriname. Deze zouden het spel via Java naar Suriname hebben meegenomen, tijdens de Surinaamse immigratiegolf, die ontstond na de afschaffing van slavernij in 1863 .